# João Gomes (Handballspieler)
João Pedro Vinhas Silva Gomes, kurz João Gomes, (* 6. September 2002 in Águas Santas) ist ein portugiesischer Handballspieler. Der 1,78 m große rechte Rückraumspieler spielt seit 2025 für den deutschen Bundesligisten VfL Gummersbach.

## Karriere

### Verein
João Gomes durchlief die gesamte Jugend von Associação Atlética de Águas Santas. Mit diesem Verein debütierte der Linkshänder auch in der ersten portugiesischen Liga, der Andebol 1. Im Sommer 2023 folgte der Wechsel zu Sporting Lissabon, mit dem er 2023/24 und 2024/25 jeweils das nationale Triple aus Supercup, Pokal und Meisterschaft gewann.
Seit 2025 steht er beim deutschen Bundesligisten VfL Gummersbach unter Vertrag.

### Nationalmannschaft
João Gomes nahm mit der portugiesischen Nationalmannschaft an der Weltmeisterschaft 2025 teil, warf zehn Tore in neun Spielen und erreichte den vierten Platz.